# El tercero
El tercero je argentinský hraný film z roku 2014, který režíroval Rodrigo Guerrero podle vlastního scénáře. Snímek měl světovou premiéru na BAFICI - Buenos Aires Film Festival 3. dubna 2014.

## Děj
22letý Fede se na chatu seznámí se starším Francem. Ten žije už osm let s přítelem Hernánem a pozve ho na večeři k nim domů.

## Obsazení
| Carlos Echevarría | Hernán |
| Emiliano Dionisi  | Fede   |
| Nicolás Armengol  | Franco |